# Пневмокласифікатор «Зиг-Заг»

Пневмокласифікатор «Зиг-Заг» (рис.) — являє собою систему каналів прямокутного перетину. Канали нахилені під кутом 60º до горизонту і змінюють напрям у кожному ступені. Пил видаляється при пересипанні матеріалу з полички на поличку. Ефективність пиловідділення становить 60—70 % .
Пневмокласифікатор «Зиг-Заг» використовують також при збагаченні слюдяної руди. Плоскі частинки слюди значно легші, ніж пуста порода, тому регулюванням потоку повітря створюються умови для виносу частинок слюди вгору і опускання частинок породи вниз.
Пневмокласифікатор «Зиг-Заг» використовують також при збагаченні торфу.